# Гастеромицеты
Гастеромице́ты, гастромице́ты, нутревики́ — полифилетическая группа таксонов грибов класса базидиомицетов. К гастеромицетам относят около 1000 видов из 110 родов.

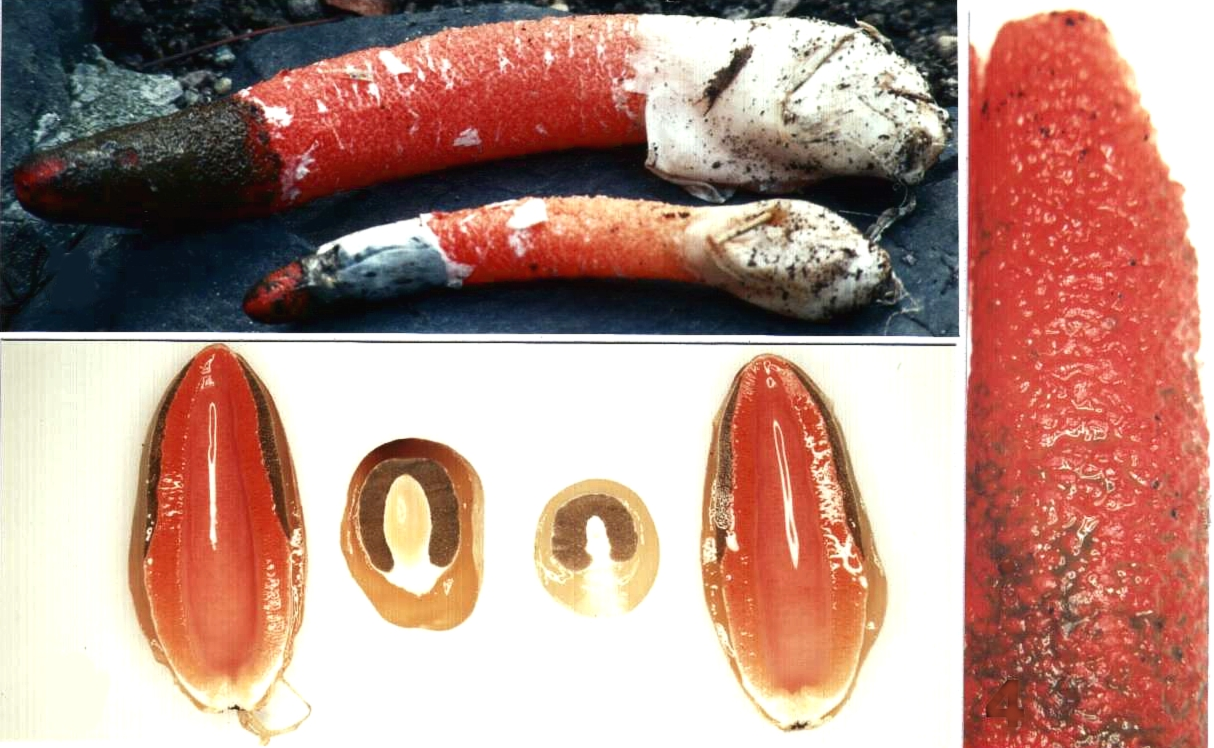
Mutinus elegans

## Систематика
Первоначально гастеромицеты рассматривались как таксон: — порядок (Gasteromycetales), подкласс (Gasteromycetidae) или класс (Gasteromycetes). Гастеромицеты характеризуются замкнутым (ангиокарпным) строением плодовых тел, которые могут при созревании различными способами раскрываться или оставаться полностью закрытыми. Этот признак и был положен в основу выделения таксона, но впоследствии от него отказались, и термин «гастеромицеты» теперь относится только к морфологии плодовых тел.
Внутри таксона существовали различные варианты классификации. Класс Gasteromycetes делили на подклассы экзогастеромицеты (Exogasteromycetidae)и эндогастеромицеты (Endogasteromycetidae) — в зависимости от способа раскрытия плодовых тел; на группы эпигейных (наземных), гипогейных (подземных) и агарикоидных гастеромицетов . Агарикоидные Юлих в 1984 году начал относить уже к порядкам агариковых, болетовых и сыроежковых, остальные же стали считаться «группой порядков». По наиболее расширенной системе Юлиха к гастеромицетам (кроме агарикоидных) относили 12 порядков: весёлковые, гнездовковые, дождевиковые, склеродермовые, тулостомовые, глисхродермовые, гастропоровые, готьеровые, гименогастровые, гистерангиевые, лейкогастровые и меланогастровые.
В новых системах, разрабатываемых на основе данных молекулярной филогенетики, гастеромицеты распределяют между разными таксонами класса Agaricomycetes (они входят в порядки Agaricales, Boletales, Geastrales, Hysterangiales и Phallales).

## Морфология

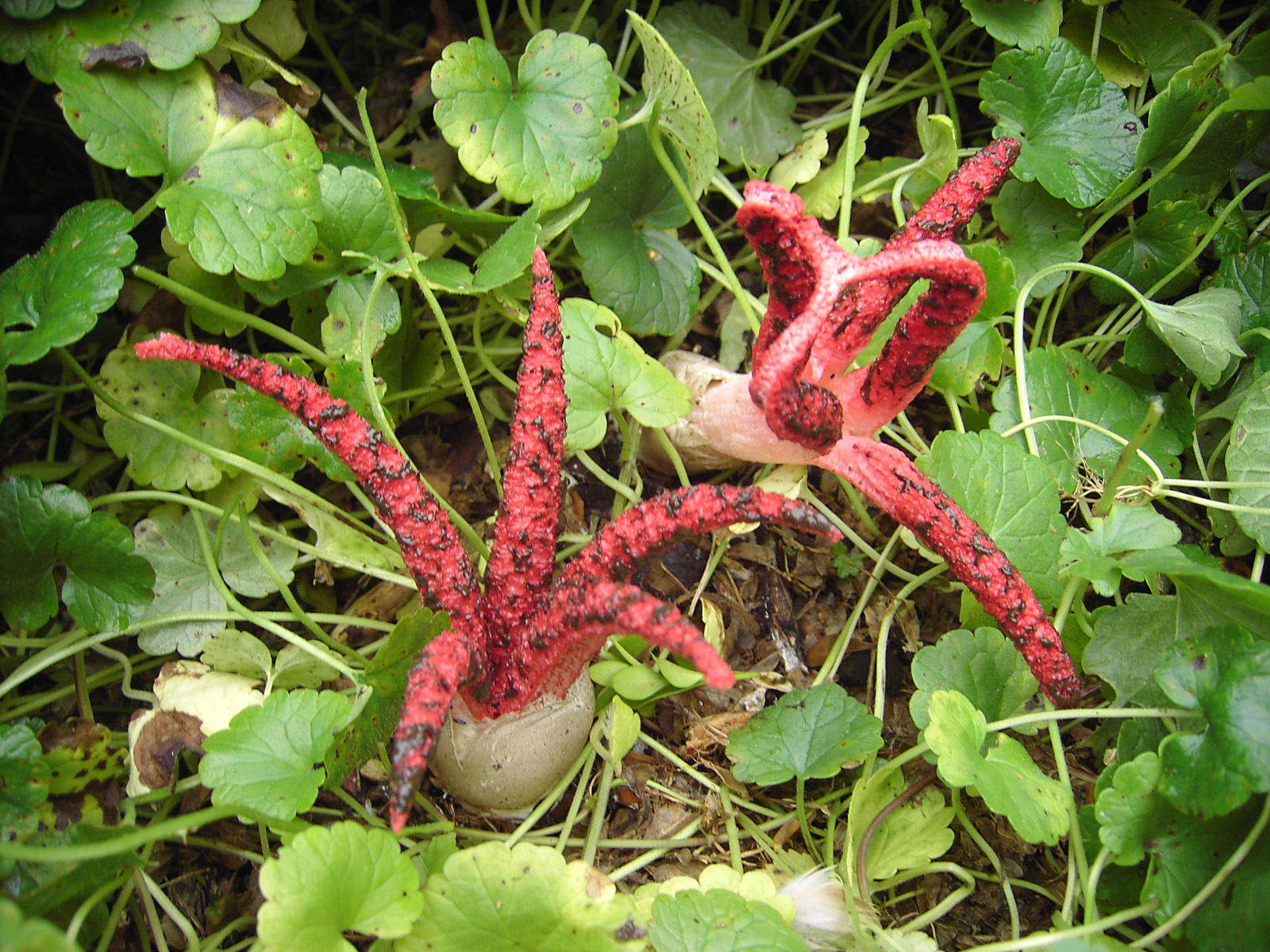
«Гриб-каракатица» (антурус Арчера)

Типы плодовых тел гастеромицетов

Мицелий многоклеточный, хорошо развит и разветвлён, пронизывая субстрат. Многие представители способны к образованию мощных тяжей, достигающих иногда диаметра 5—12 мм и длины в несколько метров и похожих по внешнему виду на корни растений. При помощи тяжей гриб может охватывать значительную территорию, и таким образом они служат для распространения, на тяжах образуются и плодовые тела. Крупные тяжи имеют защитную оболочку из плотно переплетённых толстостенных гиф, преимущественно содержащих отмершие клетки, часто с окрашенными оболочками. Сердцевина тяжа образована более рыхлыми гифами с крупными клетками, выполняет запасающую и проводящую функции.
Плодовые тела вначале имеют округлую форму (шаровидную, яйцевидную, грушевидную или цилиндрическую), которая впоследствии может сильно измениться и зависит от механизма освобождения созревших спор. Плодовые тела могут развиваться под землёй или на поверхности, наземные бывают сидячими или имеют настоящую (род Tulostoma) или ложную ножку, образующуюся суженной нижней частью плодового тела.

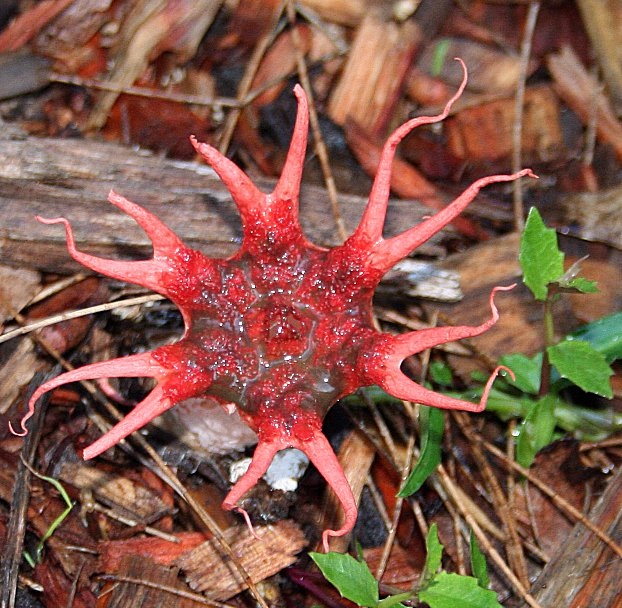
«Гриб-морская звезда» (Aseroë rubra)

### Перидий
Снаружи плодовое тело покрыто оболочкой — пери́дием, который впоследствии разрывается или образует отверстия для выхода спор. Оболочка может быть однослойной или многослойной, в последнем случае различают наружный экзоперидий и внутренний эндоперидий.
Экзоперидий может быть с гладкой поверхностью или покрыт различной формы выростами — чешуйчатыми, шиповидными. Выросты часто отпадают, оставляя характерные следы. При созревании экзоперидий разрывается и остаётся у основания плодового тела наподобие вольвы или растрескивается, обнажая эндоперидий.
Эндоперидий служит для защиты глебы и спороносной массы. Он бывает толстым, студенистой консистенции или в виде тонкой мембраны. Раскрывается он отверстиями на вершине плодового тела или неправильными трещинами, может разрываться экваториально, тогда верхняя часть плодового тела исчезает и остаётся чашевидное образование с открыто лежащей споровой массой. Отверстие эндоперидия может образовываться на конце вытянутого «хоботка» — пери́стомы (это характерно для семейства геастровых).

### Глеба

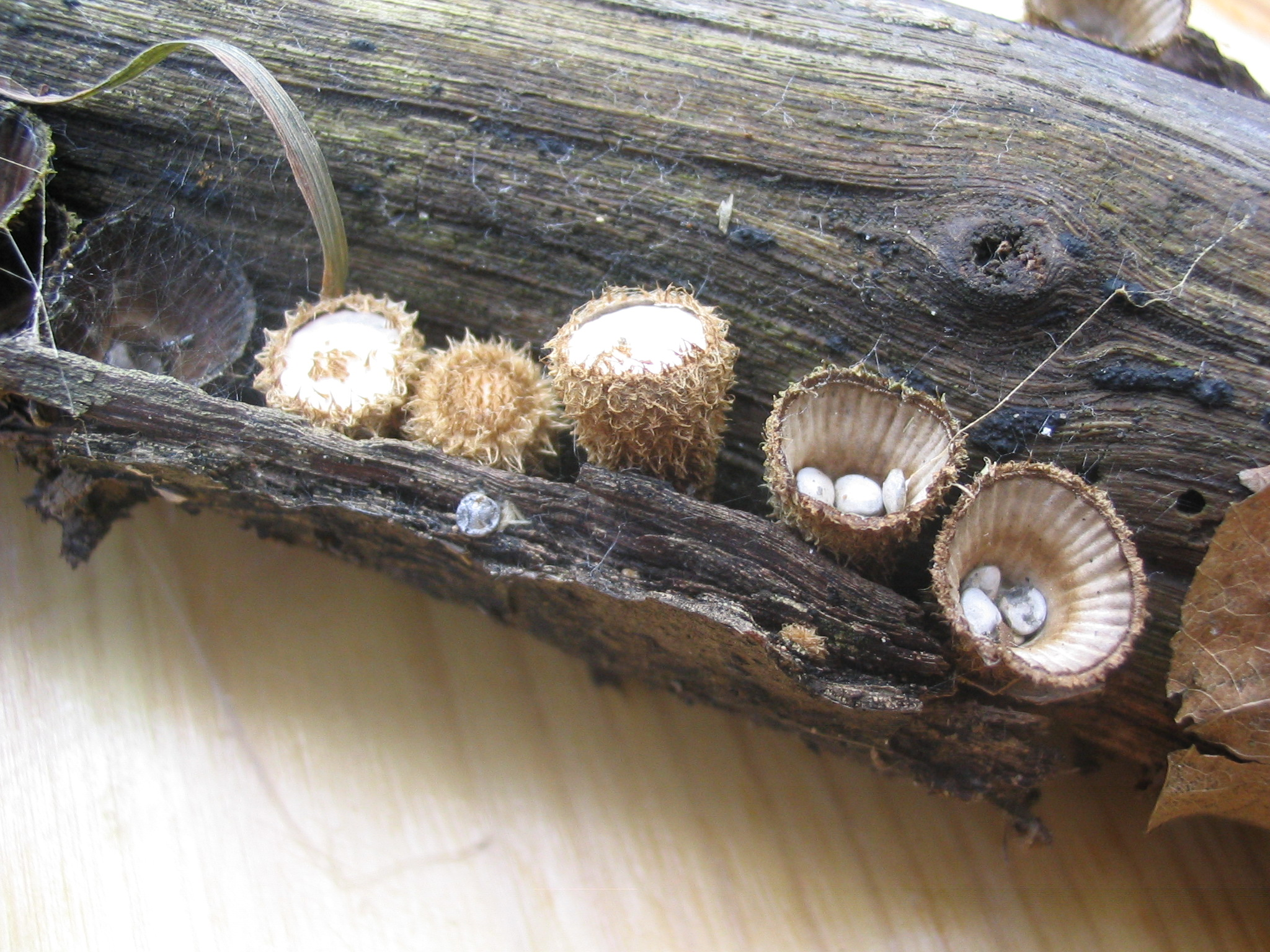
Бокальчик полосатый из семейства гнездовковых

Внутреннюю мякоть гастеромицетов называют гле́бой.
Незрелая глеба состоит из рыхлой однородной трамы, она имеет упруго-мясистую, плотную или студенистую консистенцию.
Затем в ней образуются камеры различной формы, выстланные гимениальным слоем с округлыми или неправильной формы холобазидиями. Иногда гимений не образуется и базидии располагаются в камере беспорядочно. При созревании спор глеба разрушается, образуя порошкообразную или слизистую споровую массу.
Часть её гиф может сохраняться, образуя капилли́ций — волокнистую массу, разрыхляющую споры.
У отдельных видов трама сохраняется и после созревания, внутренность плодового тела у них остаётся плотномясистой, чередование светлых участков и камер со спорами образует на разрезе мраморный рисунок.
По форме трамы, расположению гимения и дальнейшему развитию плодовые тела гастеромицетов делят на 5 типов:
1. Равномерный — базидии расположены равномерно в слое трамы, гимениальный слой отсутствует (это характерно для родов Tulostoma, Battarrea)
2. Лакунарный, или камеровидный, — в первичной траме образуются многочисленные мелкие округлые камеры, покрытые беспорядочно расположенными базидиями, не образующими сплошного слоя гимения. (характерен для таких родов, как Melanogaster, Scleroderma, Nidularia и др.)
3. Коралловидный — трама образует столбик (стебелёк, или колумеллу) в центре плодового тела, образующий многочисленные разветвления, между которыми и образуются сообщающиеся между собой полости, несущие на стенках правильный гимений, полости вытягиваются в радиальном направлении, а трама ветвится, увеличивая поверхность гимения (Lycoperdon, Geastrum)
4. Многошляпочный — трама образует несколько щитовидных образований, на которых затем образуются разветвлённые пластинки, спорононые участки образуются в нескольких местах плодового тела между пластинками, из трамы затем формируется рецептакул лопастной или решётчатой формы (Clathrus и др.)
5. Одношляпочный — глеба формирует первую кольцевидную впадину под вершиной перидия, затем трама дифференцируется на столбик и шляпку, между ними образуются ветвящиеся пластинки, разделяющие гимениальные камеры. После созревания столбик прорастает в мощный фаллюсовидный рецептакул (роды Phallus, Mutinus, Lisurus)

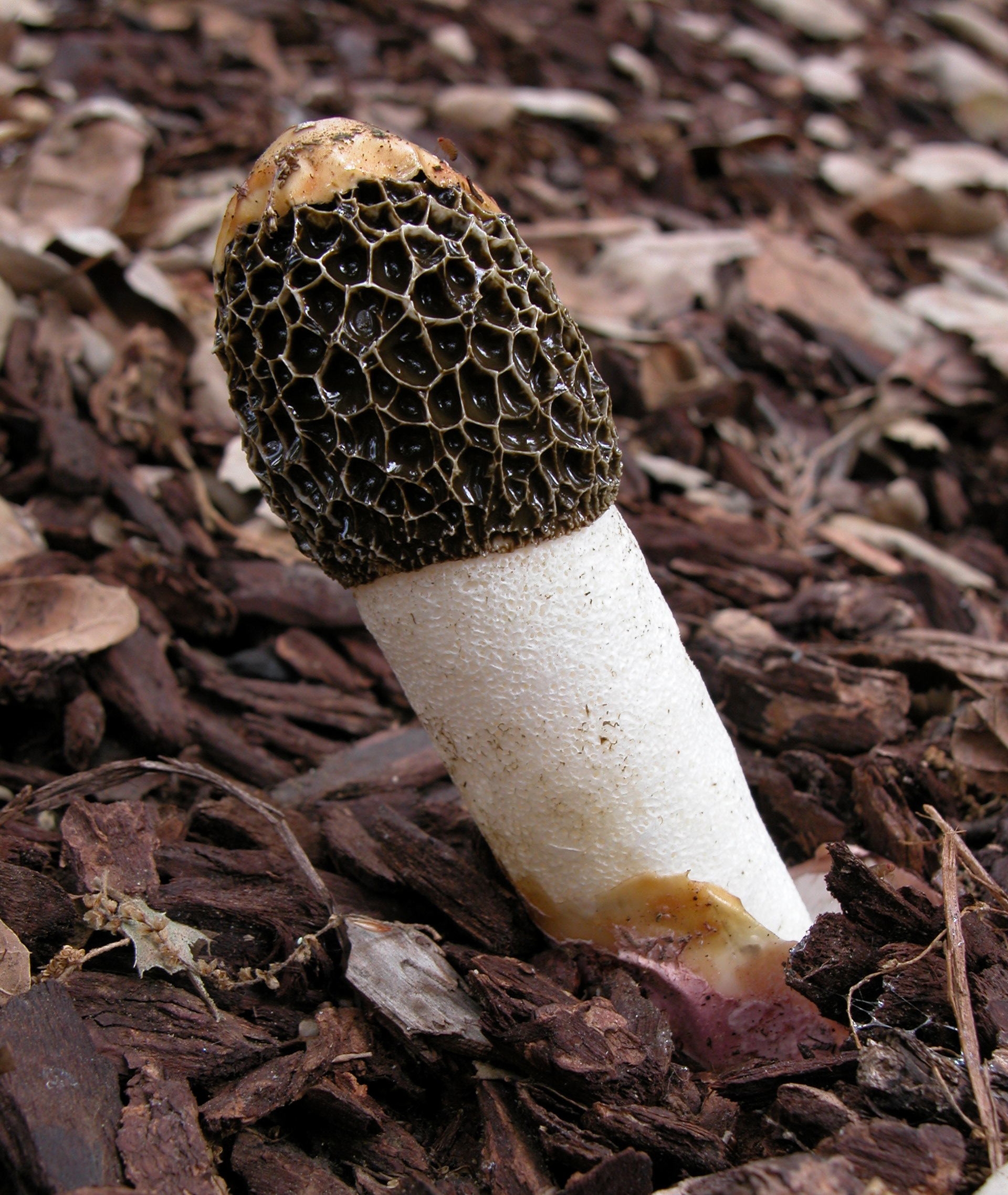
Весёлка Хадриана

У семейства гнездовковых глеба развивается в виде многочисленных телец — перидио́лей, покрытых собственным эндоперидием.

### Рецептакул

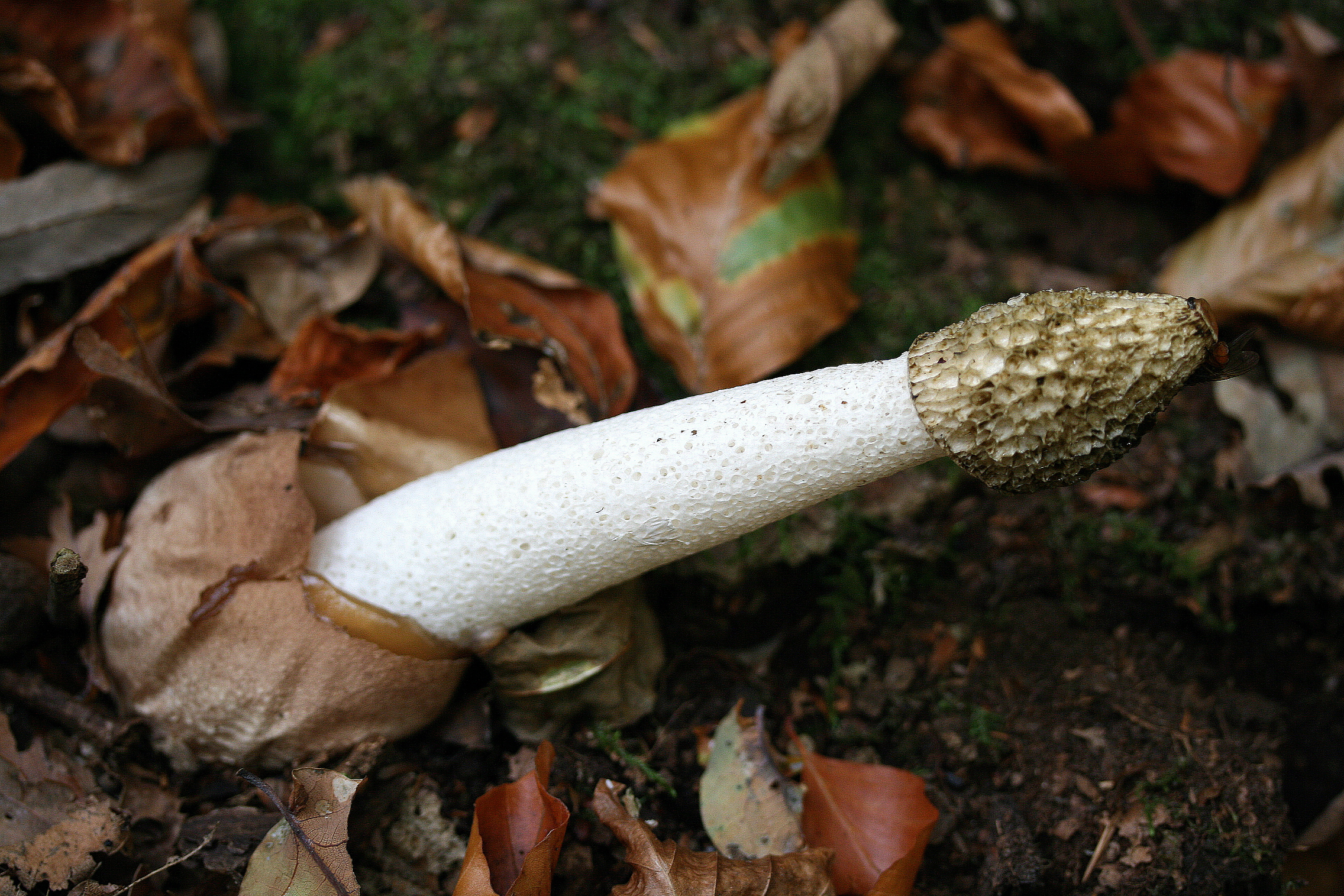
Весёлка обыкновенная

Для некоторых видов гастеромицетов характерно наличие рецепта́кула — плодоносца, выносящего наружу слизистую споровую массу. Компактный вначале рецептакул приобретает ячеистую структуру, быстро увеличивается в размерах и разрывает перидий. Форма его может быть цилиндрической или похожей на шляпконожечный гриб, в виде лопастей или решётчатая. У тропических видов рецептакул часто ярко окрашен.

## Экология

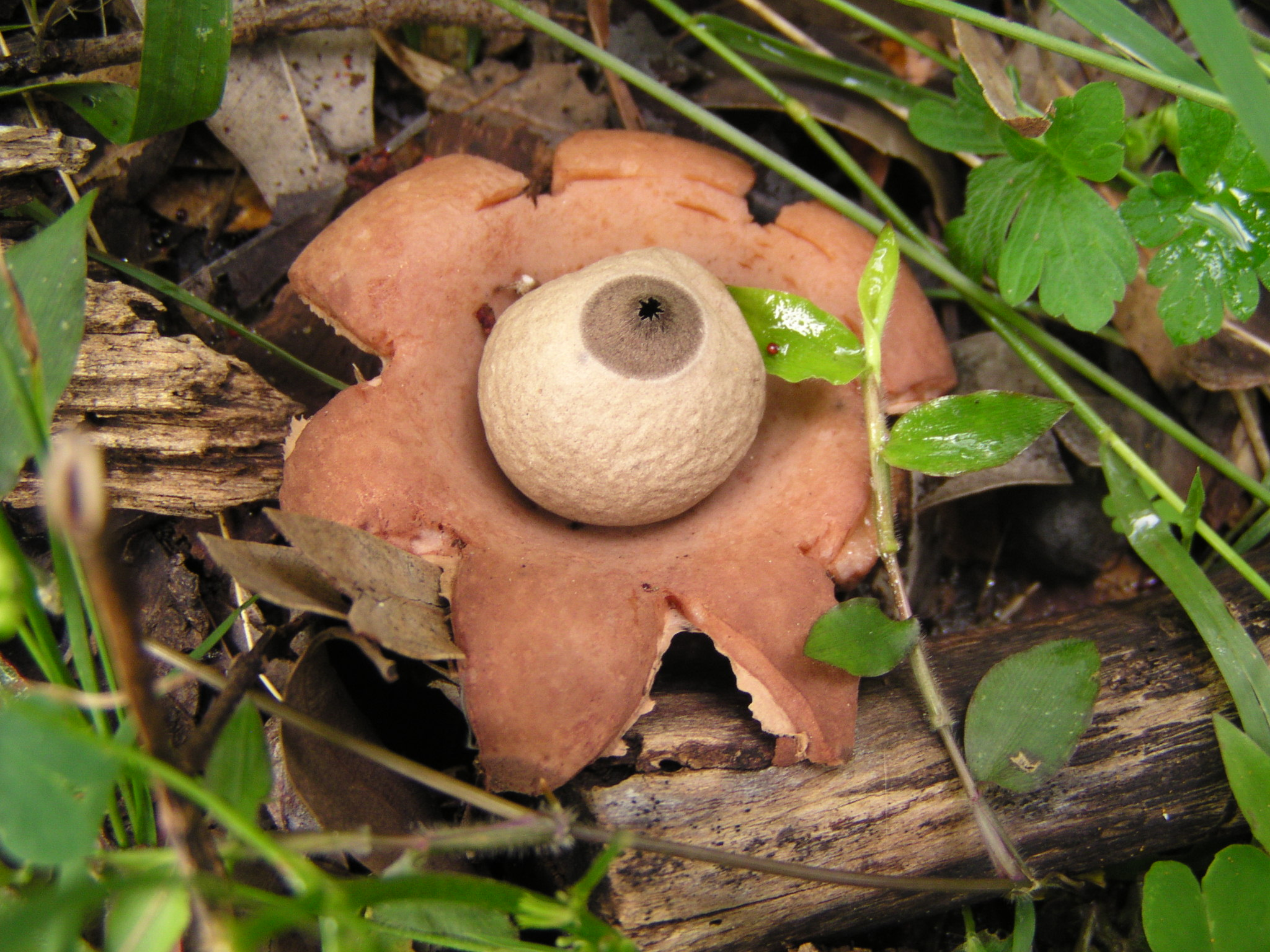
Geastrum saccatum

Чаще всего гастеромицеты являются сапрофитами, обитающими в почве и подстилке в лесах и на открытых местностях (луга, степи и полупустыни), в зависимости от условий способны и к микоризообразованию. Некоторые виды (дождевик грушевидный) растут на пнях и отмершей древесине, другие могут иногда паразитировать (весёлка обыкновенная на розах и винограде).

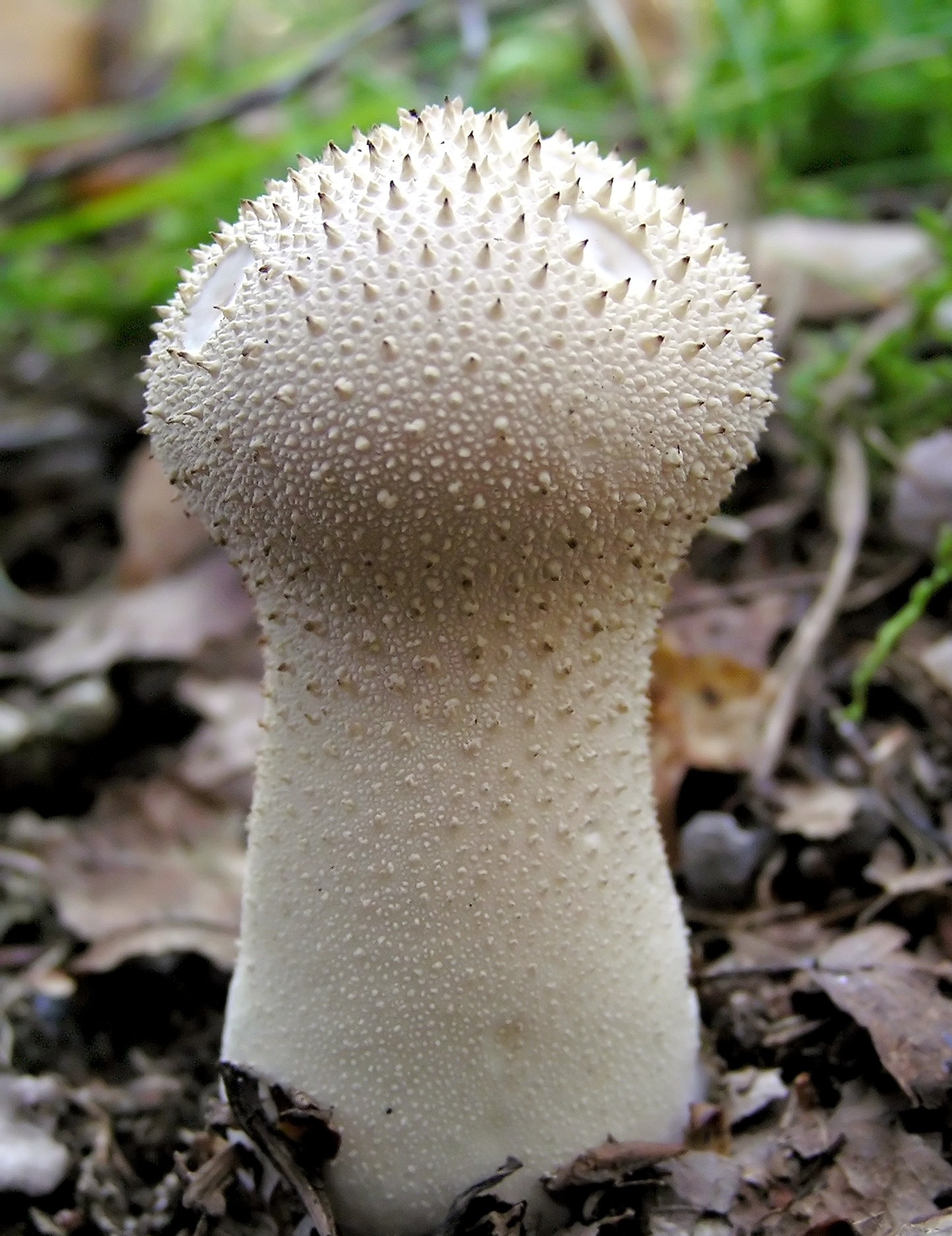
Дождевик шиповатый

Наиболее разнообразна и многочисленна эта группа грибов в тропическом и субтропическом климате, где встречаются виды с необычной формой и окраской плодовых тел. Некоторые тропические виды были случайно занесены в Европу.
Разнообразны у гастеромицетов механизмы и приспособления для распространения спор. Представители семейства весёлковых образуют слизистую споровую массу с сильным запахом, привлекающим насекомых-падальщиков или копрофагов. Споры дождевиковых и геастровых могут пассивно разноситься ветром и водой, но многие виды имеют и специфические механизмы: споры выбиваются из отверстия при ударах капель дождя по плодовому телу; распространяются млекопитающими и человеком, случайно наступающими на них. У звездчатки гигрометрической имеется экзоперидий, чувствительный к влаге и закрывающий отверстие эндоперидия в сухую погоду, когда условия для распространения спор неблагоприятны. Перидиоли гнездовковых вначале прикреплены тяжами к наружной оболочке, а после созревания отрываются и уносятся дождевой водой.

## Практическое значение

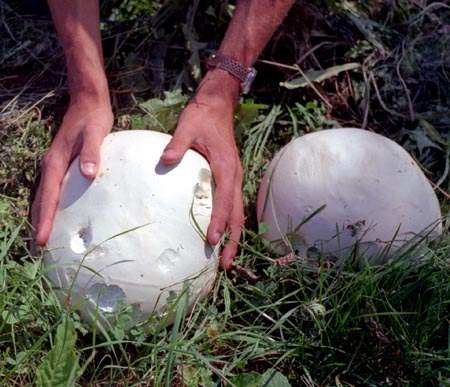
Лангерманния гигантская

Среди гастеромицетов нет опасных ядовитых грибов кроме, разве что, ложнодождевиков, которые можно спутать со съедобными дождевиками или даже с трюфелями. Токсичность их до конца не выяснена, считают, что ложнодождевики могут вызывать нетяжёлые отравления, однако и такие отравления маловероятны из-за неприятного вкуса этих грибов.
Съедобны же в молодом возрасте многие дождевики, из них очень вкусными считаются лангерманния гигантская и дождевик шиповатый. Употребляются в пищу и незрелые плодовые тела некоторых весёлковых.
Дождевики и весёлки используются в народной медицине.

## Наиболее известные представители
- Порядок Агариковые (Agaricales)
  - Семейство Геастровые (Geastraceae)
    - Род Звездовик (Geastrum)

  - Семейство Гнездовковые (Nidulariaceae)
    - Род Гнездовка (Nidularia)
    - Род Бокальчик (Cyathus)
    - Род Круцибулум (Crucibulum)
    - Род Сфероболус (Sphaerobolus)
    - Род Mycocalia

  - Семейство Дождевиковые (Lycoperdaceae)
    - Род Бовиста (Bovista)
    - Род Кальвация (Calvatia)
    - Род Handkea
    - Род Дождевик настоящий (Lycoperdon)
    - Род Васцеллум (Vascellum)
- Порядок Весёлковые (Phallales)[3]
  - Семейство Весёлковые (Phallaceae)
    - Род Весёлка (Phallus), включающий вид  Весёлка обыкновенная (Phallus impudicus)
    - Род Клатрус (Clathrus) [4]
- Порядок Болетовые (Boletales)
  - Семейство Склеродермовые (Sclerodermataceae)
    - Род Ложнодождевик (Scleroderma)
    - Род Звездчатка (Astraeus)